# エウヘニオ・ビタジェル
エウへニオ・ビタジェル・リナーレス（Eugenio Vitaller Linares、1958年12月26日 - ）は、スペイン・サラゴサ出身の元サッカー選手。ポジションはゴールキーパー。

## タイトル

### クラブ
レアル・サラゴサ
- コパ・デル・レイ : 1回 (1985-86)